# Língua basca
O idioma basco (euskara, AFI: [eus̺kaɾa]) é uma língua isolada ancestral dos bascos, povo nativo do País Basco, região que abrange as áreas da Comunidade Autónoma do País Basco, da Comunidade Foral de Navarra, ambas no norte da Espanha, e o departamento de Pirenéus Atlânticos, no sudoeste da França.
A língua possui 936,812 falantes fluentes, ou seja, pessoas que compreendem e falam o basco proficientemente (Euskaldunes) e 412,996 quase falantes (Cuasi-Euskaldunes), pessoas que compreendem o idioma, mas que possuem dificuldades ao falar na língua. O idioma é listado como em situação "Vulnerável" pelo Atlas de línguas ameaçadas da UNESCO, porém se encontra em um estado de renovação amplo, onde 70% dos nativos abaixo dos 30 anos são capazes de falar o idioma, em contraste com a população mais velha, onde 77,9% dos idosos com mais de 70 anos não tinham nenhum grau de conhecimento do idioma.
O mais antigo artefato com escritas em língua basca já encontrado é datado do século 1 a.C, sendo conhecido como Mão de Irulegi.
Não se sabe ao certo a origem do idioma, porém já foi confirmado que o basco se trata da única língua pré-indo-europeia que sobrevive até os dias de hoje no continente europeu. Atualmente, além da versão padronizada criada no fim da década de 60 pela Euskaltzaindia, são cinco os dialetos bascos vivos: o biscaio, o guipuscoano e o alto navarrês, na Espanha, o navarrês-lapurdiano e o zuberoano, na França. Embora os nomes dos dialetos coincidam com os nomes das províncias bascas, as fronteiras dialetais não são iguais às fronteiras provinciais.
O basco é o único idioma isolado ainda vivo na Europa ocidental. Sua estrutura sintática é o SOV (sujeito-objeto-verbo). Tipologicamente, a sua morfologia-aglutinante e seu alinhamento ergativo-absolutivo tornam o basco um idioma gramaticalmente único na Europa. Por outro lado, é estimado que 40% de seu léxico seja atualmente emprestado de línguas românicas e seu sistema de escrita oficial é o alfabeto latino.

## Etimologia
Há apenas um endônimo para o basco (desconsiderando variações fonéticas de outras formas dialetais), euskara. Duas principais hipóteses a respeito da origem etimológica desse termo são discutidas. A primeira é de que o radical eus- seria alusivo ao nome dos Ausci, uma tribo aquitana identificada pelos romanos, com o sufixo -(k)ara ("jeito (de fazer algo)"). Portanto, "falar em euskara" seria "falar do jeito dos Ausci". Alfonso Irigoyen, por outro lado, afirma que o radical eus- é derivado do verbo do basco antigo enautsi "falar" (no basco moderno seria o verbo esan). Portanto, o significado de euskara seria algo como "jeito de falar". Uma evidência a favor dessa hipótese, segundo ele, se encontra no livro Compendio Historial, escrito em 1571 pelo escritor basco Esteban de Garibay, onde ele chama a língua basca de enusquera.
Já para os exônimos, em francês o idioma é chamado comumente de basque ou, mais recentemente, euskara. Já no espanhol existe uma grande variedade de termos espanhóis para designar a língua; atualmente, é chamado mais comumente de vasco, lengua vasca ou euskera. Tanto os termos vasco quanto o "basco" do português vêm do etnônimo latino Vascones, que por sua vez remonta ao termo grego antigo ουασκωνους (ouaskōnous), etnônimo criado por Estrabão em seu livro Geografia (23 d.C., livro III).
O termo "vasconço" (em espanhol, vascuence), derivado do latim vasconĭce, adquiriu conotações negativas ao longo dos séculos, e não é bem-visto pelos falantes do basco de maneira geral. Seu uso mais antigo foi documentado no século XIV, quando uma lei promulgada em Huesca decretava que o uso do árabe, hebraico ou do "vasconço" em ações de compra e venda seria punido com uma multa de 30 sols franceses.

## Distribuição geográfica

Distribuição toponímica do idioma basco.
Pontos pretos = Nomes de cidades populosas
Pontos azuis = Nomes de cidades com indícios de influência basca
Pontos vermelhos = Rastros epigráficos
Mancha azul = Extensão dos rastros

O idioma se encontra majoritariamente restrito às províncias de Navarra, da Comunidade Autônoma Basca, na Espanha, e no departamento dos Pirenéus Atlânticos, na França. São aproximadamente 1,350 milhões de pessoas que possuem algum grau de conhecimento no idioma, sendo cerca de 950 mil fluentes e cerca de 400 mil falantes passivos no País Basco.
Fora da Europa, há algumas comunidades comunidades bascófonas em que se podem encontrar descendentes de segunda ou terceira geração de imigrantes bascos que preservaram seus dialetos originais ou fizeram híbridos de dialetos tradicionais. Um exemplo disso é a comunidade de origem basca no estado americano de Idaho que manteve o idioma vivo até os dias de hoje.
As diásporas bascas foram concentradas nos continentes americanos e nas Filipinas. Este movimento diaspórico é chamado de "oitava província" algumas vezes, fazendo alusão às sete províncias históricas do País Basco. Muitos bascos vieram durante a colonização da america espanhola enquanto navegadores ou membros do clero da Igreja Católica, como nos casos do Peru e da Venezuela

### Dialetos

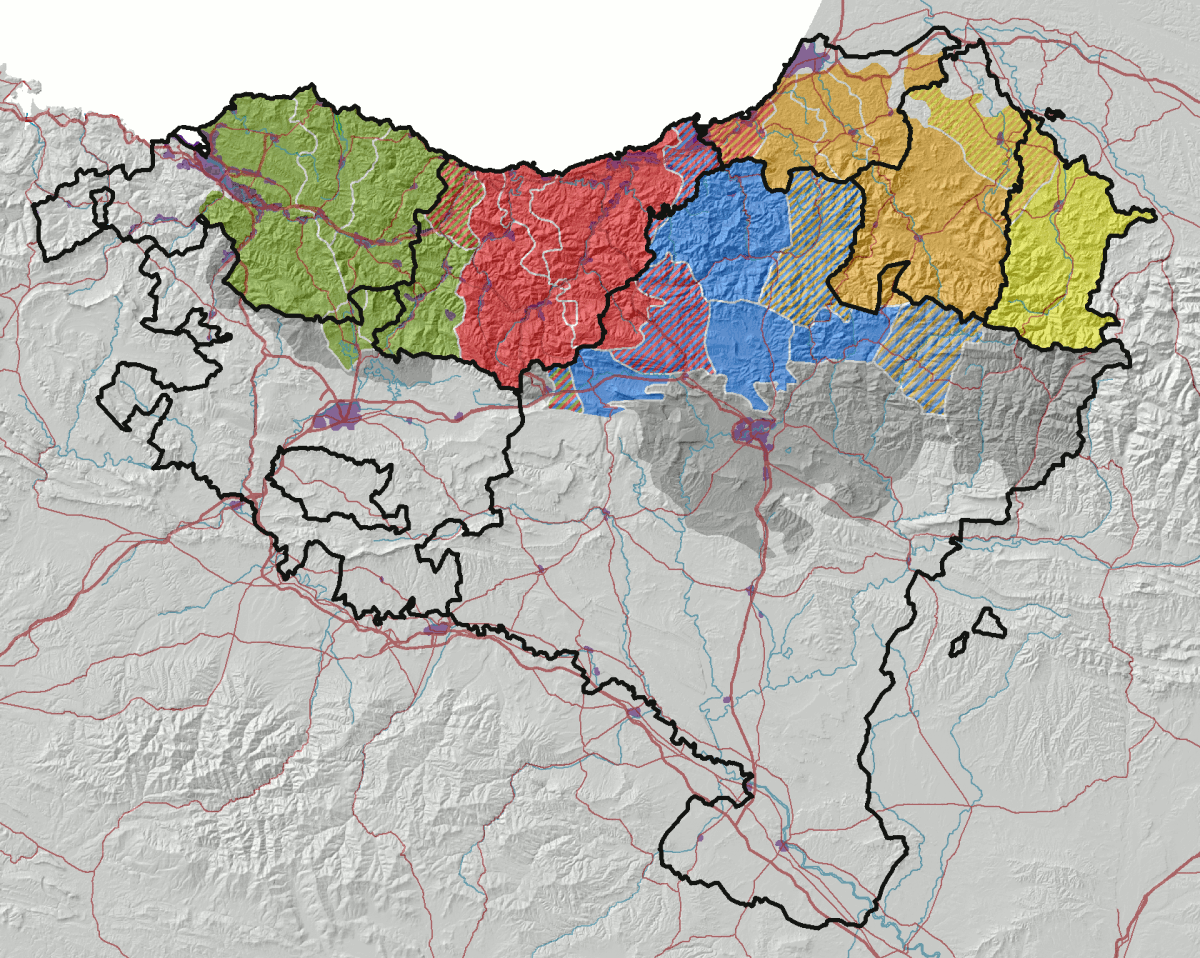
Distribuição dos dialetos do euskara.
Guipuscoano
Biscaio
Alto navarrês
Navarrês-lapurdiano
Zuberoano
zonas hispanófonas que eram bascófonas no século XIX (Conf. Mapa de Luis Luciano Bonaparte)

O idioma é dividido em cinco dialetos vivos: o biscaio, o guipuscoano, o alto navarrês, o navarrês-lapurdiano e o zuberoano. Há também uma versão centralizada do idioma, chamada de euskara batúa, que é usada em meios onde mais de um dialeto se encontram ou participam, como escolas, telejornais, eventos públicos e literatura.
Os dialetos modernos do basco possuem divergência dialetal baixa, tanto que conseguem estabelecer comunicação entre si sem o uso do euskara batúa na maioria dos casos, exceção apenas ao zuberoano e ao biscaio, que, por serem os dialetos das regiões mais ao leste e oeste da região, são menos compreensíveis para os demais falantes. Os dialetos bascos são novos em comparação com o idioma em si, é estimado que seu surgimento se deu durante o período da Idade Média, após a queda do Império Romano.
Há também dialetos transicionais, ou seja, regiões onde o dialeto falado não pode ser encaixado dentro de um grupo específico, pois possui características de mais que um dos principais grupos dialetais. Há quem chame isso de "sobreposição" entre dialetos. Dentre as variações transicionais mais relevantes do basco estão: A fala da parte norte do vale Deba (em Guipúscoa), que possui características do biscaio e do guipuscoano; a fala de Burunda (em Navarra), que entrelaça os dialetos biscaio, guipuscoano e alto navarrês; a fala do nordeste de guipuscoa, que junta os dialetos guipuscoano, o navarrês-lapurdiano e o alto navarrês; a variação região de Urdazubi-Zurgarramud (em Navarra), que liga o alto navarrês com o navarrês lapurdiano; há a região do vale Aezkoa (também em Navarra), que liga os mesmos dialetos em uma variação distinta; e a variação de Amikuze (nos Pirenéus-Atlânticos) que liga o zuberoano com o navarrês-lapurdiano.
| Euskara batúa                 | Biscaio                     | Guipuscoano                   | Alto navarrês                         | Navarrês-Lapudiano              | Zuberoano                   | Português                                                    |
| ----------------------------- | --------------------------- | ----------------------------- | ------------------------------------- | ------------------------------- | --------------------------- | ------------------------------------------------------------ |
| naiz zara da gara zarete dira | naz zara da gara zarie dira | naiz zera da gera zerate dira | naiz za(r)a da ga(r)a za(r)ate di(r)e | naiz zare da gare zaizte di(r)e | niz zira da gira zirae dira | (eu) sou (tu) és (ele/ela) é somos (vós) sois (eles/elas)são |

### Línguas pidgin de origem basca
A língua basca possui duas línguas pidgin: pidgin basco-islandês e pidgin-algonquino. Ambas as línguas têm uma história em comum que remonta ao século XVII ou até mesmo antes, quando a caça intensiva de baleias no golfo da Biscaia teve como consequência a extinção da espécie. Os povos bascos eram conhecidos devido às suas técnicas inovadores de caça às baleias, mas tanto os franceses, como ingleses e holandeses também pescavam ao largo do mar Cantábrico e do golfo da Biscaia. Isso originou a extinção da espécie nessa zona e fez com que os bascos desenvolvessem técnicas e métodos para chegar aos mares setentrionais a fim de caçarem baleias e pescarem bacalhau, o que, posteriormente, tornou-os pioneiros na área. Quando um missionário jesuíta francês, Pierre Biard, chegou à costa oriental do Canadá, mais especificamente à Nova Escócia, foi surpreendido por nativos que o saudaram com palavras como adesquidex, que significava "bons amigos". Anos mais tarde, com um aprofundamento no conhecimento da língua e das suas origens, descobriu-se que adesquidex vem da palavra basca adiskide, que significa "amigo". Isto mostra uma força económica dos pescadores bascos que por ali passaram e criaram, espontaneamente, uma língua pidgin com os nativos das duas maiores ilhas da costa oriental do Canadá. Ainda hoje, em certa localidades de Terra Nova (Newfoundland) é possível encontrar nomes de ruas e localidades de origens bascas. A outra língua pidgin de origem basca é a pidgin basco-islandesa, também datada da mesma época. É uma língua criada também entre os locais islandeses e os pescadores bascos que chegaram às águas setentrionais em busca de baleias e bacalhau. Embora esta última tenha sido adaptada a normas germânicas, é claramente uma língua de léxico essencialmente basco.

## História e classificação
As evidências de habitação na região do atual País Basco se tornaram abundantes apenas a partir do período neolítico. Porém, só se encontram registros de assentamentos agrários nas montanhas a partir da idade do bronze. Com os primeiros sinais plausíveis de invasores só sendo encontrados na idade do ferro, é aí onde estima-se que houve as primeiras movimentações de indo-europeus para dentro do País Basco. No século 2 a.C os romanos começaram sua conquista da península ibérica, que foi concluída no final do século 1 a.C, o general Pompeu fundou a cidade de Pompeiópolis (atualmente Pamplona) em Navarra por volta do ano 75 a.C, até onde sabemos, essa foi a primeira cidade construída no País Basco.
Diferente de seus vizinhos ibérios e aquitanos, que lutaram diversas vezes em rebeliões contra o domínio romano, os bascos parecem ter aceitado a soberania romana sem objeções. Não há registros de qualquer luta nesse período de tempo no País Basco, e as relações parecem ter sido amigáveis, como possível ver na quantidade de palavras emprestadas do latim que o basco apresenta desde um período muito antigo.
Por volta do século IX os bascos começaram a formar Estados nacionais próprios, sendo o primeiro deles o território de Araba, que foi rapidamente absorvido para o Reino das Astúrias. No século X surgiu o señorio de Biscaia, e o señorio de Guipuzcoa surge no século seguinte, ambos conseguiram lidar com repetidas tentativas de anexação por parte das coroas das Astúrias e de Leão. Enquanto isso, os bascos franceses eram dominados pelo Ducado da Gasconha. No século XIII, tanto Biscaia quanto Guipuzcoa foram nominalmente incorporadas ao Reino de Castela, e na prática mantiveram grande parte de sua autonomia local. Assim iniciando um período próspero para os bascos (principalmente com a colonização das Américas enriquecendo as cidades portuárias bascas, que possuíam posicionamento privilegiado para o comércio triangular.) que duraria até as invasões napoleônicas.
Após o domínio de Napoleão, surge a constituição espanhola de 1812, que buscava estabelecer um regime centralizado e eliminar todas as diferenças em direitos e privilégios que tinham se estabelecido ao longo dos anos, Tais privilégios envolviam as províncias forais bascas, que o governo pressionou fortemente para a taxação e a obrigação do serviço militar na região, que foi isenta de tais obrigações durante séculos. Durante as décadas seguintes, a longa tradição de emigração por motivos econômicos foi reforçada, e um amplo número de bascos emigrou para o Novo Mundo, primeiro para a américa espanhola e depois para o Oeste dos Estados Unidos.
No fim do século XIX o nacionalismo basco surge enquanto movimento político, inspirado principalmente no nacionalismo catalão, várias tentativas de reforma do idioma basco começam a surgir, lideradas principalmente pelo político basco Sabino Arana, que foi o fundador do Partido Nacionalista Vasco, que viria a ser um dos maiores partidos da região futuramente, responsável por promover o idioma dentre a população mais jovem durante períodos de repressão aos bascos e que viria a lutar ativamente contra a falange franquista durante a guerra civil espanhola.
A ditadura franquista que governou a Espanha de 1939 até 1975 quase extinguiu o idioma basco. Por conta disso, foi criada uma norma gramatical centralizada para o melhor andamento de projetos de ensino da língua que estavam se iniciando na região do País Basco durante a década de 60. Por uma série de motivos,  o dialeto escolhido como base para isso foi o guipuscoano, o nome dado a essa norma padrão foi Euskara Batúa, e ele é utilizado em diversas ocasiões, incluindo em materiais didáticos para nativos de outros idiomas aprenderem o basco.

## Fonologia

### Vogais
O inventário vocálico do idioma basco padrão é composto por 5 vogais: /ä/, /e̞/, /i/, /o̞/, /u/. A pronúncia de uma vogal, especialmente uma vogal média, é frequentemente afetada pelas consoantes que a seguem. As vogais médias /e/ e /o/, ao mesmo tempo que são abertas frequentemente, viram semifechadas antes de uma consoante nasal na mesma sílaba e completamente fechadas antes de uma consoante nasal pertencente a sílaba seguinte.
|         | Anterior | Central | Posterior |
| ------- | -------- | ------- | --------- |
| Fechada | /i/      |         | /u/       |
| Média   | /e̞/      |         | /o̞/       |
| Aberta  |          | /ä/     |           |

- O zuberoano possui a vogal /y/, que é escrita como ⟨ü⟩. Também possui as vogais nasais /ã/, /ỹ/, /ĩ/ e /ũ/.[38]

O idioma basco também conta com 6 ditongos, todos decrescentes e com o último elemento sendo /i/ ou /u/. Suas pronúncias são idênticas as das vogais que formam os respectivos ditongos.
| AFI  | Exemplo | Significado | AFI  | Exemplo | Significado |
| ---- | ------- | ----------- | ---- | ------- | ----------- |
| /ai̯/ | bai     | sim         | /au̯/ | gau     | noite       |
| /ei̯/ | sei     | seis        | /eu̯/ | euri    | chuva       |
| /oi̯/ | oin     | pé          |      |         |             |
| /ui̯/ | fruitu  | fruta       |      |         |             |

### Consoantes
O inventário consonantal do idioma basco padrão é composto por 23 fonemas. Mostrados na tabela abaixo:
|                       | Bilabial | Labiodental | Alveolar (apical) | Alveolar (laminar) | Pós-Alveolar | Palatal | Velar |
| --------------------- | -------- | ----------- | ----------------- | ------------------ | ------------ | ------- | ----- |
| Plosiva               | p b      |             | t̺ d̺               |                    |              | c ɟ     | k g   |
| Nasal                 | m        |             | n                 |                    |              | ɲ       |       |
| Tepe ou flap          |          |             | ɾ                 |                    |              |         |       |
| Fricativa             |          | f           | s̺                 | s̻                  | ʃ            |         | x     |
| Africada              |          |             | ts̺                | ts̻                 | tʃ           |         |       |
| Vibrante múltipla     |          |             | r                 |                    |              |         |       |
| Aproximante (lateral) |          |             | l                 |                    |              | ʎ       |       |

De uma perspectiva inter-linguística, a única característica incomum desse sistema consonantal é a distinção entre o /s̺/ apical, o /s̻/ laminar e suas respectivas africadas /ts̺/ e /ts̻/. Há fonemas que são específicos de determinados dialetos, como o /h/, que só é pronunciado no zuberoano.

## Ortografia
O sistema de escrita usado na língua é uma variante do alfabeto latino com 27 caracteres, sendo as letras C, Ç, Q, V, W e Y usadas apenas para estrangeirismos. A direção da leitura é idêntica a do alfabeto latino, seguindo o padrão da esquerda para a direita em linhas horizontais.
| Grafema                                                   | Exemplo de pronúncia | Fonema (AFI)       |
| --------------------------------------------------------- | -------------------- | ------------------ |
| A                                                         | avião                | /a/                |
| B                                                         | bonito               | /b/                |
| C                                                         | sapato*              | /s̻/, /k/           |
| D                                                         | dança                | /d/, /d̪/, /ð/      |
| E                                                         | escola               | /e/                |
| F                                                         | forte                | /f/                |
| G                                                         | viagem               | /ɡ/, /ɣ/           |
| H                                                         | hot (inglês)         | ∅, /h/             |
| I                                                         | inveja               | /i/, /i̭/           |
| J                                                         | jabuti               | /j/, /x/, /ʝ/, /ɟ/ |
| K                                                         | camisa               | /k/                |
| L                                                         | lâmpada              | /l/                |
| M                                                         | macaco               | /m/                |
| N                                                         | navio                | /n/                |
| Ñ                                                         | niño (espanhol)      | /ɲ/                |
| O                                                         | ouvir                | /o/                |
| P                                                         | pato                 | /p/                |
| Q                                                         | camisa*              | /k/                |
| R                                                         | rojo (espanhol)      | /r/, /ɾ/           |
| S                                                         | hostia (espanhol)    | /s̺/                |
| T                                                         | tatu                 | /t/, /t̪/           |
| U                                                         | uva                  | /u/, /u̯/           |
| V                                                         | bateria*             | /b/, /β/           |
| W                                                         | wind* (inglês)       | /u̯/                |
| X                                                         | ship (inglês)        | /ʃ/                |
| Y                                                         | italiano*            | /i/, /i̭/           |
| Z                                                         | sip (inglês)         | /s̻/                |
| * Usado apenas em palavras emprestadas de outros idiomas. |                      |                    |

### Dígrafos
A língua basca ainda utiliza alguns dígrafos para representar certos sons específicos do idioma. Os principais dígrafos são: ll, rr, dd, ts, tz, tt, tx, dx e cc. A tabela a seguir mostra o som aproximado de cada um deles (em negrito):
| Dígrafo | Exemplo de pronúncia |
| ------- | -------------------- |
| LL / ll | alho                 |
| RR / rr | carro                |
| DD / dd | d mais suave         |
| TS / ts | t+s                  |
| TZ / tz | t+s mais forte       |
| TT / tt | t mais forte         |
| TX / tx | tchau                |
| DX / dx | d+s                  |
| CC / cc | chapéu               |

## Gramática

### Verbos
O basco possui dois tipos de verbos: os analíticos e os sintéticos. Os verbos analíticos são conjugados com o uso de auxiliares, enquanto os sintéticos são conjugados diretamente, tendo os marcadores de tempo e aspecto anexados diretamente ao seu radical. As conjugações sintéticas estão sendo gradualmente substituídas pelos analíticas, sendo atualmente apenas utilizadas em uma pequena quantidade de verbos.

#### Tempo e aspectos verbais
O basco possui três aspectos verbais: o perfectivo, o imperfectivo e o futuro:
- O morfema perfectivo pode ter três formas, dependendo do verbo: -tu, -i e -n. O morfema -tu é o mais frequente. Foi emprestado do latim. Todos os verbos criados recentemente ou emprestados de outro idiomas devem usar esse morfema em sua forma perfectiva; isto é, esse é o não marcado do conjunto. Após os sons /n/ e /l/, ele se torna -du, por exemplo em lagundu (ajudar). Os morfemas -i e -n são os marcadores perfectivos para verbos antigos, antes da interação dos bascos com os romanos. O morfema perfectivo indica uma ação concluída, tanto no presente quanto no passado.[47]
- O morfema imperfectivo tem uma forma, sendo esta o -tzen, às vezes aparecendo como -ten. O marcador de aspecto imperfectivo é usado tanto para denotar um evento em andamento, ou seja, algo que está acontecendo agora, quanto para denotar um evento habitual, ou seja, algo que acontece com uma certa regularidade.[48]
- O terceiro morfema aspectual é -tuko, -iko ou -ngo, dependendo da forma do particípio do verbo. O aspecto futuro é construído adicionando o morfema ko ao particípio perfectivo do verbo. Ou seja, verbos que possuem particípios com a final em   -tu farão o aspecto não realizado com o moferma -tuko, enquanto verbos que fazem particípios em -i fazem o aspecto não realizado com -iko, e verbos cujos particípios terminam em -n terão suas formas não realizadas com o morfema -ngo.  Em variedades orientais, o morfema adicionado à forma participial é -en em vez de -ko.[49]

### Ordem da frase e alinhamento
O basco é um idioma de alinhamento ergativo-absolutivo, onde o sujeito de um verbo intransitivo está no caso absolutivo (que não é marcado), e o mesmo caso é usado para o objeto direto de um verbo transitivo. O sujeito de um verbo transitivo (isso é, o agente) é marcado com o caso ergativo (mostrado pelo sufixo -k).
A ordem dos constituintes neutra de uma oração na língua basca é o SOV. Porém, os constituintes podem aparecer em praticamente qualquer ordem numa oração sem com que ela deixe de ser considerada gramaticalmente correta, graças ao amplo leque de casos gramaticais que o idioma possui.

### Pronomes
Os pronomes bascos são divididos nos seguintes grupos: Pronome pessoal, pronome interrogativo, pronome indefinido e pronome demonstrativo.

#### Pronomes pessoais
O quadro de pronomes pessoais do idioma basco é composto por 2 pessoas no singular e no plural. O basco não possui verdadeiros pronomes pessoais dedicados para a terceira pessoa, e os pronomes demonstrativos são usados para suprir a função quando estritamente necessário. Porém, alguns dialetos ocidentais adquiriram os pronomes de terceira pessoa do singular bera e terceira do plural berak. Os pronomes pessoais estão sujeitos a serem flexionados de acordo com os casos gramaticais. Há também a ocorrência de pronomes enfáticos, que geralmente são usados para alocar o foco da sentença ao pronome.
| Caso gramatical | Ordinários | Ordinários       | Ordinários       | Ordinários | Ordinários |
| Caso gramatical | 1a PS      | 2ª P.S. (íntima) | 2a P.S (regular) | 1ª P.P.    | 2ª P.P.    |
| --------------- | ---------- | ---------------- | ---------------- | ---------- | ---------- |
| Absolutivo      | ni         | hi               | zu               | gu         | zuek       |
| Ergativo        | nik        | hik              | zuk              | guk        | zuek       |
| Dativo          | niri       | hiri             | zuri             | guri       | zuei       |
| Genitivo        | nire       | hire             | zure             | gure       | zuen       |
| Reflexivo       | neure      | heure            | zeure            | geure      | zeuen      |
| Comitativo      | nirekin    | hirekin          | zurekin          | gurekin    | zuekin     |
| Instrumental    | nitaz      | hitaz            | zutaz            | gutaz      | zuetaz     |

Os motivos para uso dos pronomes enfáticos são variados de acordo com a região, e sua forma também muda de acordo com cada dialeto. Além disso, também estão sujeitos a serem flexionados de acordo com os casos gramaticais.
| Enfáticos        | Enfáticos         | Enfáticos         | Enfáticos        | Enfáticos           |
| 1ª P.S.          | 2ª P.S. (íntima)  | 2ª P.S. (regular) | 1ª P.P.          | 2ª P.P.             |
| ---------------- | ----------------- | ----------------- | ---------------- | ------------------- |
| neu/nerau/nihaur | heu/herori/hihaur | zeu/zerori/zuhaur | geu/gerok/guhaur | zeuek/zerok/zuihauk |

#### Pronomes interrogativos
Todos os pronomes interrogativos do basco são formados a partir dos radicais no- e ze-, que são acrescentados de posposições ou flexionados de acordo com os casos gramaticais para expressar seus sentidos. Não são distinguidos por números, exceto no dialeto biscaio, onde alguns pronomes interrogativos possuem forma plural ao adicionar o sufixo -tzu. Os principais pronomes interrogativos do basco são: nor (quem), non (onde), noiz (quando), nola (como), zer (o quê), zein (qual), zelan (por quê).

#### Pronomes demonstrativos
Os pronomes demonstrativos do basco são três, usados para graus de distância distintos: hau (próximo ao locutor), hori (próximo ao interlocutor) e hura (distante de ambos). Os demonstrativos possuem forma plural simples, bastando adicionar o sufixo -ek para torná-los plural, sem nenhuma irregularidade. Assim como no caso dos pronomes pessoais, os demonstrativos também possuem forma enfática que são feitas através da adição do sufixo -xe, demonstrativos enfáticos são usados naturalmente quando a sentença em que ele está é a resposta de uma pergunta feita anteriormente.
Quando os demonstrativos estão sendo usados na função de pronome de terceira pessoa, tem uma terceira série de pronomes que adquirem maior relevância. Essa série é feita adicionando o prefixo ber- (mesmo, de novo) ao demonstrativo: berau, berori e bera (esse terceiro não é uma combinação de ber- e hura, mas sim uma combinação de ber- e a, que é uma variação de hura ainda usada em alguns dialetos ocidentais do basco). Eles são usados anafóricamente, ou seja, quando retomam a entidade a que eles se referem já foi mencionada anteriormente no discurso.

### Artigos

#### Artigos Definidos
Os artigos definidos do basco são dois: -a e -ak, um para o singular e outro para o plural, respectivamente. Ambos são morfemas presos e não possuem variação para gênero. Diferente dos artigos definidos do português, o uso deles no basco é bem mais amplo, alguns exemplos são os seguintes:
(1) Expressar pertencimento a uma classe (no português são usados os artigos indefinidos):
- lrakasle-a naiz. - Sou um professor (lit. 'sou o professor')

(2) Em frases com vocativos (no português os artigos não são usados nessa situação):
- Ume-ak, etorri hona! - Voltem aqui, crianças! (lit. As crianças, voltem aqui!)

#### Artigos indefinidos
O basco possui apenas um artigo indefinido: bat. Se trata de um morfema livre, em que não há distinção de gênero e nem de número. O uso dele é bem mais restrito do que os artigos indefinidos de outros idiomas como o português. Pois seu significado está mais próximo de "um (entre outros)" do que meramente "um". Por exemplo: a frase "Eu tenho um filho" em basco usaria o artigo definido -a: Seme-a (ba-)dut/daukat. Caso usasse o artigo indefinido bat, a frase implicaria algo como "Eu tenho um certo filho (entre outros)". Da mesma forma, a frase "eu tenho uma esposa" em basco seria "Emazt-a dut/daukat" , e caso usasse o artigo bat ela teria uma implicação poligâmica onde você está falando de uma de suas esposas em específico.

## Vocabulário

### Hino do País Basco
A seguir está o hino da província espanhola do País Basco, reconhecido oficialmente em 1983. As letras foram escritas por Sabino Arana e a melodia foi composta por Tomás Aragüés.
| Basco | Português |
| | Português |
| --- | --- |
| Gora ta Gora Euskadi aintza ta aintza bere goiko Jaun Onari. Areitz bat Bizkaian da Zar, sendo, zindo bera ta bere lagia lakua Areitz gainean dogu gurutza deuna beti geure goi buru Abestu gora Euskadi aintza ta aintza bere goiko Jaun Onari | Avance e Avance, Euskadi glória e glória ao nosso Bom Senhor. Há um carvalho em Biscaia, Velho, forte e saudável, Como ele mesmo e sua lei. No carvalho temos, a cruz sagrada, sempre na maior altura Vamos cantar, Euskadi Glória e Glória Ao nosso Bom Senhor. |

### Numerais
Os numerais em basco são divididos em dois grupos: cardinais e ordinais. As suas respectivas funções são idênticas às do português. O sistema de numeração do basco é de base vinte.

#### Cardinais
Os números cardinais de zero a dez são os seguintes:
- 0 - zero / hutsa
- 1 - bat
- 2 - bi
- 3 - hiru
- 4 - lau
- 5 - bost
- 6 - sei
- 7 - zazpi
- 8 - zortzi
- 9 - bederatzi
- 10 - hamar

De onze a dezenove, os números são feitos usando o radical hama- (dez) + o número da unidade. Exceto para o onze e o dezenove, que são irregulares:
- 11 - hamaika
- 12 - hamabi
- 13 - hamahiru
- 14 - hamalau
- 15 - hamabost
- 16 - hamasei
- 17 - hamazazpi
- 18 - hamazortzi
- 19 - hemeretzi

As dezenas de vinte até noventa são formadas com o uso do número vinte como base, sendo usado o prefixo hogei- ou -rogei (ambos significando "vinte".) + um número igual ou menor que dezenove:
- 20 - hogei (vinte)
- 21 - hogeita bat (vinte + um)
- 30 - hogeita hamar (vinte + dez)
- 32 - hogeita hamaika (vinte + onze)
- 40 - berrogei (dois x vinte)
- 50 - berrogeita hamar (dois x vinte + dez)
- 60 - hirurogei (três x vinte)
- 70 - hirurogeita hamar (três x vinte + dez)
- 80 - laurogei (quatro x vinte)
- 90 - laurogeita hamar (quatro x vinte + dez)

As centenas são formadas usando o sufixo -ehun ou -rehun (significando "cem"), e os números combinados seguem uma formação lógica e regular:
- 100 - ehun (cem)
- 122 - ehun eta hogeita bi (cem + vinte + dois)
- 200 - berrehun (dois x cem)
- 300 - hirurehun (três x cem)
- 359 - hirurehun eta berrogeita hemeretzi (trezentos + quarenta + dezenove)
- 900 - bederatziehun (nove x cem)

#### Ordinais
Os números ordinais são formados com o acréscimo do sufixo -garrena aos números em sua forma cardinal, com a única irregularidade sendo a do número um:
- 1º - lehena
- 2º - bigarrena
- 3º - hirugarrena
- 4º - laugarrena
- 5º - bostgarrena
- 10º - amargarrena